# Mausz Rezső
Mausz Rezső (ritkábban Maúsz) (Bácsalmás, 1877. október 20. – 1922. február 5-e után) betűszedő, a Magyarországi Tanácsköztársaság alatt a Forradalmi Kormányzótanács tagja, mint hadügyi népbiztoshelyettes.

## Élete
Apja Mausz Károly, anyja Arnold Éva. Hat elemit végzett. 1901-ben Eperjes város területéről végleg kitiltották, mivel szocialistának vallotta magát, azonban az alispáni határozatot a képviselőházban visszavonták. 1906. november 9-én "nyomtatvány útján elkövetett becsületsértés" címén letartóztatták, és 50 korona pénzbüntetésre ítélték, ám mivel fizetni nem tudott, ötnapi fogházat kapott. 1912. május 28-án Bácsalmáson házasságot kötött Fiedler Erzsébettel.
1919 elején belépett a nyomdászszakszervezetbe, és egyike volt azon három személynek, akik 1919 márciusában a bebörtönzött kommunistákkal tárgyalni kezdtek. A Magyarországi Tanácsköztársaság alatt 1919 májusában feladatul kapta a laktanyák felügyelését, 1919. június 26-án a Forradalmi Kormányzótanács kinevezte hadügyi népbiztoshelyettesnek, Szántó Béla helyettese lett. A bukás után 1919. október 3-án letartóztatták. A Budapesti Büntetőtörvényszék 1920. december 11-i ítéletével bűnpártolás vétsége miatt egy év és hat hónap fogházbüntetésre ítélte. Büntetése letöltését még aznap megkezdte, és 1921. április 26-án szabadult. 1921. augusztus 31-én állam elleni vétség címén ismét letartóztatták, szeptember 28-án a Gyűjtőfogházba vitték, 1922. február 5-én a fogolycsere-akció keretein belül a Szovjetunióba szállították.

## Emlékezete
Szülővárosában Bácsalmáson utca viseli a nevét.